# Gorostiza (Álava)
Gorostiza es un despoblado que actualmente forma parte de los concejos de Acosta y Cestafe, que están situados en el municipio de Cigoitia, en la provincia de Álava, País Vasco (España).

## Toponimia
También ha sido conocido con el nombre de San Pedro.

## Historia
Documentado desde 1067, se despobló a principios del siglo XVII.
Actualmente sus tierras forman un barrio repartido entre los dos concejos denominado Caseríos de San Pedro.
Testimonio de esa antigua población es la ermita de San Pedro de Gorostiza, situada en el término concejil de Cestafe, algo alejada de las casas del actual barrio de San Pedro. La construcción original es del siglo XIII, consta de una única nave a la que posteriormente se le añadió la cabecera, recta; se cubre con una techumbre de madera.